# Zaffiro e Acciaio
Zaffiro e Acciaio (Sapphire & Steel) è una serie televisiva fantascientifica di produzione britannica incentrata su una coppia di protagonisti: David McCallum interpreta Acciaio e Joanna Lumley interpreta Zaffiro. Prodotta da ATV, andò in onda dal 1979 al 1982 ed è stata la risposta di ATV al Doctor Who della BBC. La serie fu creata da Peter J. Hammond, che concepì il programma durante la permanenza in un castello ritenuto infestato da fantasmi. Hammond elaborò anche tutte le storie, ad eccezione della quinta che fu scritta a quattro mani da Don Houghton e Anthony Read.

## Trama
Transuranic heavy elements may not be used where there is life
Medium atomic weights are available: gold, lead, copper, jet, diamond, radium, sapphire, silver, and steel
Sapphire and steel have been assigned»
Ovunque ci sia vita non verranno usati elementi transuranici pesanti
Sono disponibili pesi atomici medi: oro, piombo, rame, giaietto, diamante, radio, zaffiro, argento e acciaio
Sono stati assegnati zaffiro e acciaio»
(incipit della sigla iniziale)
La trama s'incentra su una coppia di "agenti operativi", gli Zaffiro e Acciaio del titolo. Molto poco è rivelato sulla loro missione nel corso della serie, ma apparentemente sono impegnati nel preservare l'ordine e l'integrità del Tempo o dello spaziotempo. Nella serie viene spiegato che il Tempo è come un corridoio che circonda ogni cosa, ma che vi sono punti deboli nel continuum spazio-temporale in cui il Tempo — una forza potenzialmente malevola — può irrompere nel presente e sottrarre qualcosa. Vi sono inoltre creature provenienti dall'inizio e dalla fine del tempo che vagano per il corridoio in cerca degli stessi punti deboli, per tentare di fuggire.
Queste intrusioni sono spesso causate dalla presenza di un anacronismo, ad esempio una ninnananna, un fotomontaggio con elementi d'epoca e contemporanei oppure una casa decorata in modo da replicare un ambiente del 1930. Dopo una stima della situazione da parte degli investigatori, se è richiesto un intervento, una misteriosa autorità incarica gli "operativi" della gestione del problema con l'aiuto, ove necessario, degli "specialisti".

## Temi
Le storie sono generalmente molto criptiche, sollevando ogni volta nuovi interrogativi, e presentano un'atmosfera soprannaturale, il che le fa rientrare tanto nel genere delle storie di fantasmi quanto nella fantascienza. Al programma fu accordato un budget minuscolo, che portò all'uso di semplici (ma molto efficaci) scenografie, e di un uso minimo degli effetti speciali, contribuendo all'atmosfera inquietante del telefilm. La natura ambigua del programma si estende ai suoi protagonisti. Anche se Zaffiro è ritratta come più affabile e "umana" del pragmatico, arcigno Acciaio, risulta chiaro che la loro prima preoccupazione è la riparazione del danno provocato dal Tempo, a volte a discapito degli esseri umani coinvolti.

## Episodi
Le avventure della coppia (assignments, nella versione originale) sono 6, ciascuna divisa in varie puntate, per un totale di 34 episodi:
1. La casa degli orologi (titolo alternativo La casa; 6 puntate)
2. Un fiore d'ottobre (titolo alternativo La stazione; 8 puntate)
3. Prigionieri del tempo (titolo alternativo La capsula del tempo; 6 puntate)
4. Foto d'epoca (titolo alternativo L'uomo senza volto; 4 puntate)
5. Il ricevimento (titolo alternativo Il party; 6 puntate)
6. Una notte nel futuro (titolo alternativo La trappola; 4 puntate)